# برة بنت مر
برة بنت مر بن أد بن عمرو بن إلياس بن مُضَر هي إحدى جدات النبي محمد ﷺ فهي والدة قريش بن كنانة جد قبيلة قريش وأخت تميم بن مر جد قبائل بني تميم قال ابن حبيب البغدادي: «وولد كنانة بن خزيمة: النضر بن كنانة وأمه برة بنت مر بن أد بن عمرو بن إلياس بن مُضَر».
ذكر ابن هشام في السيرة النبوية: أن الشاعر جرير بن عطية بن الخطفي اليربوعي التميمي وفد على الخليفة الأموي هشام بن عبد الملك بن مروان القرشي وقال يمدحه أبياتاً ومنها قوله:

## نسبها
- هي: برة بنت مر بن أد بن عمرو بن إلياس بن مُضَر بن نزار بن معد بن عدنان وكانت تُكَنى بأُم النَضر.[3]

## زوجها وأولادها
تزوجت برة بنت مر من كنانة بن خزيمة بن عامر بن إلياس بن مُضَر وولدت له أربعة عشر ولداً من الذكور وهُمَ:
- النضر بن كنانة وبه كانت تُكَنى أم النضر.
- مالك بن كنانة
- ملكان بن كنانة
- عمرو بن كنانة
- عامر بن كنانة
- سعد بن كنانة
- الحارث بن كنانة
- عوف بن كنانة
- نضير بن كنانة
- غَنم بن كنانة
- مَخرمة بن كنانة
- جَرول بن كنانة
- غزوان بن كنانة
- حدال بن كنانة